# Манаков, Борис Александрович
Манаков Борис Александрович (2 августа 1931, Ленинград — 1 мая 1993, Санкт-Петербург) — советский живописец, член Санкт-Петербургского Союза художников (до 1992 года — Ленинградской организации Союза художников РСФСР).

## Биография
Манаков Борис Александрович родился 2 августа 1931 года в Ленинграде в рабочей семье. В блокаду потерял отца. С двумя младшими братьями был эвакуирован в деревню Коськово Калининской области, где в 1946 году окончил сельскую школу-семилетку. В том же году возвратился в Ленинград. В 1947—1948 годах работал слесарем на машиностроительном заводе им. К. Маркса. В 1948 поступил в Ленинградское художественно-педагогическое училище. В 1951—1954 проходил срочную службу в армии. После демобилизации вернулся к учёбе и в 1956 окончил училище, представив дипломную картину, посвященную молодёжи села и выполненную под руководством М. В. Чернышёва.
В 1957 году поступил на отделение живописи Ленинградского института живописи, скульптуры и архитектуры имени И. Е. Репина. Занимался у Леонида Овсянникова, Ивана Степашкина, Александра Зайцева, Василия Соколова, Леонида Худякова. В 1963 окончил институт по мастерской Александра Зайцева с присвоением квалификации художника живописи. Дипломная работа — картина «Год 1919-й». В 1973 был принят в члены Ленинградского Союза художников.
После окончания института был направлен по распределению в Коми отделение Художественного фонда РСФСР, где в 1963—1967 годах работал художником производственных мастерских.  После возвращения в 1967 году в Ленинград работал в творческой группе Комбината живописно-оформительского искусства Ленинградского отделения Художественного фонда РСФСР. Писал портреты, жанровые картины, пейзажи, натюрморты. Участвовал в выставках с 1963 года, экспонируя свои работы вместе с произведениями ведущих мастеров изобразительного искусства Ленинграда.
Среди произведений, созданных Б. Манаковым, картины «Шахта Капитальная» (1964), «Весна в Заполярье», «Любаша», «Мужской портрет», «Васильки и ромашки» (все 1965), Северная ТЭЦ (1966), Праздничная Воркута (1967), «Оленеводы» (1968), «Выходной день в деревне», «Северная весна» (обе 1980) и другие.
Скончался 1 мая 1993 года в Санкт-Петербурге на 62-м году жизни. 
Произведения Б. А. Манакова находятся в музеях и частных собраниях в России и за рубежом.

## Выставки
- 1968 год (Ленинград): Осенняя выставка произведений ленинградских художников.
- 1980 год (Ленинград): Зональная выставка произведений ленинградских художников.